# 거문오름 용암동굴계 상류동굴군
거문오름 용암동굴계 상류동굴군은 대한민국 제주특별자치도 제주시 구좌읍 덕천리에 있는 천연동굴이다. 2017년 1월 4일 대한민국의 천연기념물 제552호로 지정되었다.

## 개요
거문오름 용암동굴계 상류동굴군은 제주시 구좌읍 덕천리 일대에 발달된 웃산전굴, 북오름굴, 대림동굴을 포함한 것으로, 거문오름 용암동굴계의 연장선상에 위치하고 있고 웅장한 규모와 다양한 동굴생성물, 동굴생태계가 유지되고 있어 학술적, 경관적 가치가 매우 높다.

## 공개 제한
문화재보호법 제48조 및 같은 법 시행규칙 제30조의 규정에 의거 국가지정문화재의 보존 및 훼손 방지를 위하여 2017년 8월 10일부터 문화재 공개를 제한하고 있다.
- 공개제한 기간 : 관보 고시일부터 별도 제한조치 해제시까지
- 공개제한 지역 : 거문오름 용암동굴계 상류동굴군(웃산전굴, 북오름굴, 대림굴) 내부 전 지역
- 공개제한 사유 : 천연동굴의 보존 및 훼손 방지
- 공개제한 위반시 제재내용
  - 문화재보호법 제48조제2항에 따른 공개 제한을 위반하여 문화재를 공개하거나 같은 조 제5항에 따른 허가를 받지 아니하고 출입한 자는 2년 이하의 징역 또는 2천만원 이하의 벌금에 해당하는 처벌을 받음(문화재보호법 제101조 제8호)
- 공개제한의 예외
  - 국가 및 당해 문화재 관리단체가 긴급한 사유가 발생한 경우에는 출입할 수 있음
  - 문화재 수리·관리 및 보호·보존을 위한 학술조사 등 필요한 경우 문화재청장의 허가를 받아 출입할 수 있음(문화재보호법 제48조제5항 및 동법 시행규칙 제31조)

## 같이 보기
- 제주 선흘리 거문오름 - 천연기념물 제444호

## 참고 자료
- 거문오름 용암동굴계 상류동굴군 - 국가유산청 국가유산포털